# كارلوس إنريكيز
كارلوس إنريكيز (بالإسبانية: Carlos Enríquez)‏ هو ممثل الأوروغواي وأرجنتيني، ولد في 1898 في الأوروغواي، وتوفي بنفس المكان في 1971.

## وصلات خارجية
- كارلوس إنريكيز على موقع IMDb (الإنجليزية)